# Pterolophia dahomeica
Pterolophia dahomeica là một loài bọ cánh cứng trong họ Cerambycidae.